# Primeira Missão de Verificação das Nações Unidas em Angola
A Primeira Missão de Verificação das Nações Unidas em Angola (em inglês:  United Nations Angola Verification Mission I, UNAVEM I)  foi uma missão de manutenção da paz que existiu de janeiro de 1989 a junho de 1991 em Angola durante a guerra civil.  Foi estabelecida pela Resolução 626 do Conselho de Segurança das Nações Unidas em 20 de dezembro de 1988.
Na guerra civil, a União Soviética e Cuba apoiaram o Movimento Popular de Libertação de Angola (MPLA), enquanto a África do Sul e os Estados Unidos apoiaram a União Nacional para a Independência Total de Angola (UNITA). O MPLA tornou-se o partido mais forte. 
O propósito de UNAVEM I foi supervisionar a retirada das tropas cubanas.  Esta missão seria bem sucedida. 
As Nações Unidas criariam uma missão de acompanhamento, a Segunda Missão de Verificação das Nações Unidas em Angola, em 1991.